# Jesuíno Carlos de Albuquerque
Jesuíno Carlos de Albuquerque (Rio de Janeiro, 17 de setembro de 1889 – Rio de Janeiro, 9 de junho de 1960) foi um médico brasileiro.
Foi eleito membro da Academia Nacional de Medicina em 1931.